# Marian Nitecki
Marian Nitecki ps. „Pikador” (ur. 26 listopada 1913 w Radomsku, zm. 11 września 2008) – generał brygady Wojska Polskiego.

## Życiorys
W 1938 ukończył Szkołę Podchorążych Kawalerii w Grudziądzu. Po promocji na podporucznika otrzymał przydział do 1 pułku szwoleżerów Józefa Piłsudskiego w Warszawie. Służąc w szwadronie reprezentacyjnym tego pułku brał udział w najważniejszych uroczystościach państwowych.
W kampanii wrześniowej dowodził plutonem szwoleżerów, który wraz ze swoim pułkiem przemierzał szlak bojowy na linii Chorzele, Przasnysz, Pułtusk, Wyszków, Kałuszyn, Biłgoraj. Po walkach pod Suchowolą, pułk został okrążony przez wojska sowieckie i niemieckie, a podporucznik Nitecki dostał się do niewoli niemieckiej. Udało mu się zbiec z transportu i dotrzeć na początku października 1939 r. do rodzinnego Radomska.
Wkrótce został żołnierzem Związku Walki Zbrojnej i podjął obowiązki komendanta Obwodu Radomszczańskiego. Przybrał pseudonim „Pikador”. Ostrzeżony przed aresztowaniem przeniósł się na teren powiatu Włoszczowa. Tam objął funkcję komendanta podobwodu III i pracę na stanowisku leśniczego w leśnictwie Czarny Las. Osady leśne – gajówki, leśniczówki, nadleśnictwa w czasie hitlerowskiej okupacji spełniały wieloraką rolę, szczególnie w lasach kielecko – radomskich. W nich odbywały się narady i odprawy dowódców oddziałów partyzanckich, prowadzono tajne nauczanie, szkolenia wojskowe, magazynowano broń i sprzęt wojskowy. Takie też funkcje pełniła wówczas leśniczówka Czarny Las. 
Latem 1944 r. por. „Pikador” otrzymał od dowódcy okręgu rozkaz zorganizowania dywizyjnego oddziału konnego. Utworzony oddział liczył 28 ułanów. Był dobrze uzbrojony, stanowił rozpoznawczy oddział 7 Dywizji Piechoty AK, a od sierpnia 1944 roku pełnił stałą ochronę sztabu dywizji. Oddział por. „Pikadora” uczestniczył w wielu bitwach stoczonych z Niemcami. Za wykazane męstwo por. „Pikador” odznaczony został Krzyżem Walecznych. W grudniu 1944 roku, kiedy nadchodziły wojska sowieckie rotmistrz „Pikador” otrzymał rozkaz rozformowania oddziału. Broń ukryto, konie rozdano chłopom i majątkom. Rotmistrz Nitecki powrócił do swojej leśniczówki i w niej został aresztowany przez partyzantów z Armii Ludowej. Uwolniony, wkrótce po raz drugi został aresztowany, tym razem przez funkcjonariuszy UB. Uciekł z transportu. Ukrywał się przez trzy miesiące w Radomsku, po czym z fałszywym dowodem osobistym na nazwisko Marian Baryła wyjechał na Mazury, szukając pracy w zawodzie leśnika. Został zatrudniony jako leśniczy w Nadleśnictwie Miłomłyn. W kwietniu 1947 roku skorzystał z amnestii i ujawnił się w Wojewódzkim Urzędzie Bezpieczeństwa w Warszawie. Powrócił do swojego nazwiska. Po ujawnieniu kilkanaście razy był aresztowany za przynależność do AK. W dyrekcji olsztyńskiej pracował na stanowisku leśniczego w nadleśnictwach: Miłomłyn, Stare Jabłonki i Zimna Woda. Pomijany w awansach i odznaczeniach, po przepracowaniu 15 lat w lasach Warmii i Mazur osiedlił się w Konstancinie pod Warszawą, gdzie był leśniczym lasów niepaństwowych. Namówiony przez dyrektora uzdrowiska, prof. Wejsa, założył szkołę jazdy konnej dla kuracjuszy, dla których hipoterapia miała być ćwiczeniami rehabilitacyjnymi układu kostnego.
Po przejściu na emeryturę był aktywnym członkiem Światowego Związku Żołnierzy Armii Krajowej, a po przemianach politycznych otrzymywał awanse oficerskie i należne mu odznaczenia państwowe i resortowe.
8 sierpnia 2007 został mianowany na stopień generała brygady. Awans otrzymał w dniu 15 sierpnia 2007, w Dniu Wojska Polskiego, w dniu rocznicy Cudu nad Wisłą, w Pałacu Prezydenckim z rąk Prezydenta RP Lecha Kaczyńskiego. Rok później Prezydent RP odznaczył go Krzyżem Komandorskim z Gwiazdą Orderu Odrodzenia Polski.

## Ordery i odznaczenia
- Krzyż Komandorski z Gwiazdą Orderu Odrodzenia Polski
- Krzyż Walecznych